# 이스트노샘프턴셔

이스트노샘프턴셔의 위치

이스트노샘프턴셔(영어: East Northamptonshire)는 잉글랜드 노샘프턴셔주에 위치한 비도시 자치구로 중심 도시는 스랩스턴이며 인구는 88,872명(2014년 기준), 면적은 509.8km2이다.